# Clubiona canadensis
Clubiona canadensis là một loài nhện trong họ Clubionidae.
Loài này thuộc chi Clubiona. Clubiona canadensis được James Henry Emerton miêu tả năm 1890.